# Occupe-toi d'Amélie (film, 1932)
Pour les articles homonymes, voir Occupe-toi d'Amélie (homonymie).
Pour plus de détails, voir Fiche technique et Distribution.
Occupe-toi d'Amélie est un film français de Marguerite Viel et Richard Weisbach, sorti en 1932.

## Synopsis
Amélie, une ancienne bonne devenue « cocotte » est entretenue par un certain Étienne Milledieu. Celle-ci accepte un mariage blanc pour aider Marcel Courtois, un ami de son amant, à toucher un héritage. Etienne accepte cet subterfuge mais il demande, en échange, à son ami de s’occuper d’Amélie alors qu'il remplit obligations militaires.
Un petit événement imprévu va venir changer le plan des trois personnes car une idylle va naître entre les faux mariés.

## Fiche technique
Sauf indication contraire, les informations mentionnées dans cette section peuvent être confirmées par la base de données cinématographiques IMDb,  présente dans la section « Liens externes ».
- Titre français : Occupe-toi d'Amélie
- Réalisation : Marguerite Viel et Richard Weisbach
- Scénario et dialogues : Louis Hennevé, d'après la pièce de Georges Feydeau
- Direction artistique : Craven et Paul Sauvage
- Photographie : Nikolai Toporkoff
- Musique : Charles Cuvillier
- Société de production : As-Film
- Société de distribution : Gaumont-Franco Film-Aubert (G.F.F.A.)
- Pays d'origine :  France
- Format : Noir et blanc - 35 mm - 1,37:1 - Mono
- Genre : Comédie
- Durée : 107 minutes
- Date de sortie : 1932

## Distribution

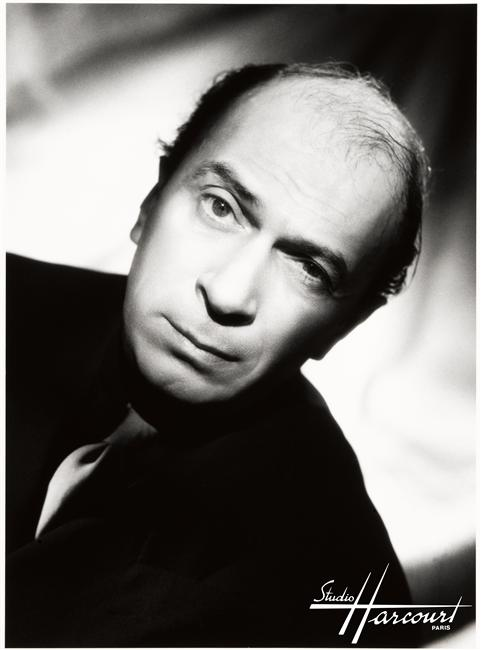
Aimé Clariond (Étienne Milledieu)

Source: BiFi.fr
- Renée Bartout : Amélie
- Aimé Clariond : Étienne Milledieu
- Jean Weber : Marcel Courtois
- Raymond Dandy : le prince
- Yvonne Hébert : Irène
- Arthur Devere : Van Putzeboum
- René Donnio : le général
- Georges Jamin : le passant
- Fred Marche : Bibichon
- Robert Guillon : le commissaire
- Yvonne Yma : Mme Pochet
- Carole Devere : Yvonne
- Vivian Grey
- Titys

## Autour du film
Le film est une adaptation fidèle d'une pièce de théâtre en trois actes de Georges Feydeau créée 24 ans auparavant.